# Beilschmiedia rufoperulata
Beilschmiedia rufoperulata är en lagerväxtart som beskrevs av André Joseph Guillaume Henri Kostermans. Beilschmiedia rufoperulata ingår i släktet Beilschmiedia och familjen lagerväxter. Inga underarter finns listade i Catalogue of Life.